# Răzvan Vâlceanu
Răzvan Vâlceanu este un antreprenor român (n. București).

## Cariera
Răzvan Vâlceanu a devenit cunoscut atât în România cât și pe plan internațional pentru managementul companiei românești de securitate a datelor, BitDefender, pe care a condus-o timp de opt ani (în perioada 2004-2012) ca Director General și în calitate de Eastern Europe Channel Manager. 
În anul 2012 a preluat rolul de Business Unit Manager la compania Assa Abloy România. 
După o experiență vastă în management și business development, în anul 2013 devine fondatorul brandului de cămăși made-to-measure ce îi poartă numele, fiind unul dintre primii creatori de acest fel din România.
În prezent își continuă activitatea în domeniul design-ului vestimentar ca director de creație al brandului Răzvan Vâlceanu Arhivat în 23 august 2016, la Wayback Machine..

## Studii
A absolvit Facultatea de Comerț și Turism și Facultatea de Marketing din cadrul Academiei de Studii Economice din București.